# Robert Soudant
 (janvier 2023).
Si vous disposez d'ouvrages ou d'articles de référence ou si vous connaissez des sites web de qualité traitant du thème abordé ici, merci de compléter l'article en donnant les références utiles à sa vérifiabilité et en les liant à la section « Notes et références ».
Robert Soudant, né le 21 mai 1905 à Marvaux-Vieux (Ardennes) et mort le 26 décembre 1980 à Sommepy-Tahure dans la Marne, est un homme politique français.

## Biographie
Agriculteur et fils d'agriculteurs, il entre en mai 1935 au conseil municipal de Sommepy-Tahure. Il devient maire de cette commune en 1945 et le reste pendant 27 ans. En 1945 aussi, il est élu conseiller général pour le canton de Ville-sur-Tourbe. Il a été adhérent du Mouvement républicain populaire (MRP), puis du Centre démocrate.
Il est engagé dans les organisations agricoles sur le plan local (Fédération départementale des exploitants agricoles, Chambre d'agriculture de la Marne, coopératives, mutuelles agricoles) et a été président de la Caisse locale de crédit agricole. Au cours de ses mandats de sénateur, il s'est particulièrement occupé des questions agricoles.

## Détail des fonctions et des mandats
Mandat parlementaire
- 26 avril 1959 - 1er octobre 1974 : Sénateur de la Marne

Mandats locaux
- conseiller général de 1945 à 1973 et président du conseil général de la Marne de 1964 à 1972